# Joaquín Jacques
Joaquín Jacques, vollständiger Name Joaquín Jacques Sánchez, (* 10. Februar 1993 in Salto) ist ein uruguayischer Fußballspieler.

## Karriere
Der 1,76 Meter große Offensivakteur Jacques gehörte in der Spielzeit 2014/15 dem Kader des uruguayischen Hauptstadtvereins Racing Club de Montevideo in der Primera División an. Im April 2015 stand er dort in der Liga beim Aufeinandertreffen mit Nacional Montevideo im Spieltagsaufgebot der Erstligamannschaft. Zu einem Pflichtspiel-Saisoneinsatz kam er aber nicht. Ende Januar 2016 wechselte er auf Leihbasis zum Zweitligisten Club Atlético Progreso. Sein Debüt im Profifußball feierte er in der Clausura 2016 am 5. März 2016 bei der 0:2-Auswärtsniederlage im Spiel gegen Villa Española, als er von Trainer Juan Duarte in die Startelf beordert wurde. In der Saison 2015/16 bestritt er sechs Begegnungen (kein Tor) in der Segunda División.